# X. János pápa
X. János (latinul: Ioannes), (kb. 860 – 929) lehetett a 124. a pápai trónon 914 márciusától 928 májusáig. Az egyház élére ebben a korban ritkán került olyan energikus és ügyes ember, mint János. Ezt az is mutatja, hogy a 10. század kezdete környékén uralkodott pápák közül 14 éves pontifikátusával sokáig sikerült megtartania hivatalát. Személyében végre olyan klerikus ült a trónon, aki ki akart lépni a római nemesség ördögi köréből, noha megválasztásához nagyban hozzájárultak ezek az erők.

## Élete
A romagnai Tossignanoban született, előkelő családban. Neveltetését az egyházra bízták, így került közel a papi pályához. Egyes források szerint Theodora, az egyik legnagyobb befolyással rendelkező római nemes rokona volt. Az ő és férje, Theophülaktosz nyomására szentelték fel előbb Bologna püspökének, majd Ravenna érsekének. Amikor a jellemtelen Lando meghalt, a város befolyásos nemesei, főként a spoletoi párthoz kapcsolható tusculumi grófi család beavatkozására választották meg Jánost a keresztény nyáj vezetőjének 914 márciusában.

Arra azonban senki nem számított, hogy a békés családtag merészen politizálni fog, és szövetségeket köt majd. János trónra lépése után igyekezett megszilárdítani jó kapcsolatait Theophülaktosz szenátorral és családjával. Legfőbb célkitűzésének tartotta a pogány szaracénok kiűzését a félszigetről, és hogy tervét megvalósítsa hamarosan felkereste Itália uralkodóit. Felkereste Landulf, beneventoi herceget, és erős szövetséget kötött a lombardok királyával, I. Berengárral. Ennek a szövetségnek a megpecsételésére János Rómába hívta Berengárt, és ott 915 decemberében császárrá koronázta őt. Emellett a pápa felkereste a félsziget szinte minden tehetősebb urát, és így 916-ban egy egyesített itáliai sereg élén a muzulmán betolakodók ellen vonult. A szaracénok a Garigliano folyó partjára építették fel erődjeiket. 916 augusztusában János serege egészen a torkolatig szorította vissza a szaracénokat, hatalmas veszteségeket okozva nekik. A diadalmas pápa hatalmas népszerűségnek örvendett Rómában, mind a köznép mind a nemesek körében.
A tisztelet és a győzelem íze elindította Jánost azon az úton, amely függetlenítené az egyházat a világi befolyástól. Az egyetemes egyház híveként lépett fel, hangos ovációkkal kísért miséket tartott. Igyekezett minél több európai uralkodóval felvenni a kapcsolatot. Így Petrust, egyik bizalmasát, Orte püspökét küldte Németországba, ahol a pápai érdekeket képviselve támogatta Konrádot, akivel a pápának hamarosan szoros kapcsolatai köttettek. János beavatkozott Franciaország politikai válságába is, és közbenjárt Károly király kiszabadításában. Heribert, Aquitánia grófja fogva tartotta az uralkodót, és csak akkor engedte szabadon, amikor János felajánlotta fiának, Vermandois-i Hugónak a reimsi érseki széket. Uralkodása alatt vette fel a keresztséget a Balkán-félsziget egyik új népe, a dalmátok. Jánosnak sikerült elérnie, hogy a Spalato központú dalmát egyház a latin rítusú liturgiát vegye fel. Megpróbálta rávenni a bolgár egyház fejét is, hogy térjenek át a latin misézésre, azonban ez a terve a konstantinápolyi pátriárka, Misztikus Miklós ellenállásán megbukott. 

János mindenképpen igyekezett jó kapcsolatokat kiépíteni Bizánccal is, így azonnal a pátriárka segítségére sietett, amikor Miklóst megfosztották méltóságától. VI. Bölcs Leó császár egy zsinaton mondatta le Miklóst, mert az nem akarta elismerni a császár negyedik házasságát. János levelet írt Leónak, de az idős uralkodó hamarosan meghalt, és az új császár, III. Alexandrosz elfogadta a pápa kérését, és restaurálta hivatalába Miklóst. Ekkor lett volna alkalma még egyszer felhozni a bolgár kérdést, de az ismét megbukott.
924-ben átrendeződött Itália politikai térképe. Meghalt a császár, I. Berengár, és ugyanebben az évben érte utol a végzet Theophülaktoszt is, a befolyásos római nemesi család fejét. János ekkor elérkezettnek látta az időt, hogy kitörjön a világi nyomás alól. Testvérét, Pétert Róma prefektusának nevezte ki, majd Burgundiai Hugónak akarta adni a császári koronát. Amikor Hugó Pisa közelében Itália földjére lépett, díszes pápai legátus fogadta. Rómában ezt rossz szemmel nézték. Mindenekelőtt Marózia, Theophülaktosz és Theodora leányának hatalmát rengette meg a városban. Marózia a spoletoi herceg, I. Alberik özvegye volt, aki 926-ban újra férjhez ment a nagy hatalommal bíró toszkánai őrgrófhoz, Guidohoz. A burgundi és az egyházfő szövetségét egyenesen támadásként fogták fel, így Marózia elhatározta, hogy elűzi trónjáról Jánost. 928 júniusában meggyilkolták Pétert, majd elfogták Jánost, azzal a koholt váddal, hogy ő szabadította Itáliára a magyarokat és börtönbe vetették, ahol hamarosan halálát lelte. Egyes források szerint megfojtották az energikus pápát.
Sírját valószínűleg az általa felújított Lateránban helyezték el.

## Művei
- Documenta Catholica Omnia (latin nyelven). (Hozzáférés: 2011. december 6.)